# Karl-Heinz Martell
Karl-Heinz Martell, auch Karlheinz Martell (* 16. März 1928 in Berlin; † 9. September 2002 in Werfenweng) war ein deutscher Schauspieler und Hörspielsprecher.

## Leben
Auf Umwegen über ein Studium der Theaterwissenschaft und der Philosophie kam Karl-Heinz Martell zur Schauspielerei. Nach Stationen in Hannover, Lübeck und Mannheim stand er 15 Jahre lang auf der Bühne des Düsseldorfer Schauspielhauses. Neben Engagements am Hamburger Ernst-Deutsch-Theater hatte Martell weitere Verpflichtungen am Wiener Burgtheater und am Theater in der Josefstadt. Anschließend arbeitete er vorwiegend an Tourneetheatern, zum ersten Mal 1971 in Siegfried Lenz’ Die Augenbinde, gemeinsam mit seinem Schwiegervater Ewald Balser. Ab 1980 spielte er regelmäßig in Produktionen des Euro-Studio Landgraf.
In Düsseldorf war Martell u. a. 1961 im Sommernachtstraum von William Shakespeare oder in der Spielzeit 1964/65 als Sigismund in Calderóns Das Leben ist ein Traum zu sehen. Am Ernst-Deutsch-Theater spielte er 1983 die Titelrolle in Bertolt Brechts Der aufhaltsame Aufstieg des Arturo Ui. Auf Tourneen verkörperte er u. a. 1990 den Shylock im Kaufmann von Venedig, 1995 Michael Kramer in Gerhart Hauptmanns gleichnamigem Drama oder 1996 die Titelfigur in Brechts Leben des Galilei. Außerdem wirkte Martell 1998 in Thornton Wilders Unsere kleine Stadt und 2000 in Die Liebe in Madagaskar von Peter Turrini mit. Für seine Darstellung des Shylock wurde er bei den Bad Hersfelder Festspielen 1989 mit dem Hersfeld-Preis ausgezeichnet.
Als Fernsehschauspieler nur selten zu sehen, war Karl-Heinz Martell dagegen ein vielbeschäftigter Sprecher in Hörspielen verschiedener Rundfunksender. Unter anderem konnte man ihn 1962 in Fußgänger der Luft von Eugène Ionesco und 1963 in Medea von Euripides hören, beides Mitschnitte von Inszenierungen des Düsseldorfer Schauspielhauses.
Karl-Heinz Martell, den eine intensive künstlerische Freundschaft mit dem polnischen Schauspielkollegen Henryk Tomaszewski verbunden hatte, lebte zuletzt in der österreichischen Ortsgemeinde Werfenweng im Pongau im Salzburger Land. Dort verstarb er am Morgen des 9. September 2002 an den Folgen eines häuslichen Treppensturzes.

## Filmografie
- 1958: Warum sind sie gegen uns?
- 1961: Das Bildnis des Dorian Gray
- 1967: Nach der Entlassung
- 1967: Zwischenfall in Antiochia
- 1977: Abschiede
- 1977: Die Rückkehr des alten Herrn
- 1977: Das Rentenspiel
- 1980: Die weiße Stadt
- 1981: Die Leidenschaftlichen
- 1982: Kalkstein

## Hörspiele (Auswahl)
- 1956: L’Impromptu de Paris – Regie: Hans Rothe
- 1957: Herrenhaus – Regie: Günther Rennert
- 1958: Moral – Regie: Paul Land
- 1959: Die Tarnkappe – Regie: Wilhelm Semmelroth
- 1959: Teilnehmer antwortet nicht – Regie: Paul Land
- 1959: Abraham Lincoln – Der letzte Tag – Regie: Hans Dieter Schwarze
- 1960: Spiegel – Regie: Otto Kurth
- 1960: Romeo und Julia – Regie: Friedhelm Ortmann
- 1960: Frédéric Chopin. Einsamkeit des Herzens – Regie: Ludwig Cremer
- 1961: Heinrich von Kleist: Der zerbrochene Krug – Bearbeitung und Regie: Alfred Hartner (ORF Salzburg)
- 1962: Der Schottenschatz – Regie: Otto Düben
- 1962: Fußgänger der Luft – Karl Heinz Stroux
- 1963: Der Herr in den grauen Beinkleidern – Regie: Fritz Peter Vary
- 1963: Medea – Karl Heinz Stroux
- 1964: Der Kinderkönig – Regie: Manfred Brückner
- 1964: Sarajewo – Regie: Ludwig Cremer
- 1964: Ein geistliches Gespiel aus der Obersteiermark – Regie: Hans Gerd Krogmann
- 1965: Musterhaft in Freud und Qual – Regie: Otto Kurth
- 1966: Fred Hoyle: Die schwarze Wolke (Knut Jensen) – Regie: Otto Düben (Hörspielbearbeitung, Science-Fiction-Hörspiel – WDR)
- 1968: Flucht zu den Sternen – Regie: Heinz Dieter Köhler
- 1969: Das Kerbelgericht – Regie: Oswald Döpke
- 1969: Saucer-Man – Regie: Enno Dugend
- 1971: Kosmos Ibiza – Regie: Hans Gerd Krogmann
- 1972: Der Ehrenpunkt – Regie: Gustav Burmester